# یواس‌اس باوئر (دی‌ئی-۱۰۲۵)
یواس‌اس باوئر (دی‌ئی-۱۰۲۵) (به انگلیسی: USS Bauer (DE-1025)) یک کشتی بود که طول آن ۳۱۴ فوت ۶ اینچ (۹۵٫۸۶ متر) بود. این کشتی در سال ۱۹۵۷ ساخته شد.